# Spitfire (LeAnn Rimes)
Spitfire è un album in studio della cantante country statunitense LeAnn Rimes, pubblicato nel 2013.

## Tracce
1. Spitfire – 2:57
2. What Have I Done (featuring Alison Krauss & Dan Tyminski) – 4:21
3. Gasoline and Matches (featuring Rob Thomas & Jeff Beck) – 3:46
4. Borrowed – 3:32
5. You Ain't Right – 3:06
6. I Do Now – 3:54
7. Where I Stood – 4:24
8. You've Ruined Me – 3:44
9. Bottle – 3:35
10. A Waste Is a Terrible Thing to Mind – 2:58
11. Just a Girl Like You – 3:53
12. God Takes Care of Your Kind – 3:14
13. Who We Really Are – 3:56